# Louis Gayant
Louis Gayant est un chirurgien et anatomiste français né à Clermont-en-Beauvaisis, mort à Maastricht le 18 octobre 1673.

## Biographie
Il a été reçu chirurgien juré à Paris et a été prévôt des chirurgiens de Paris. Il a été l'un des spécialistes de la circulation du sang. Il a publié plusieurs ouvrages sur ce sujet. Il fut aussi le premier français à procéder à une transfusion sanguine entre chiens, le 2 janvier 1667.
Il a été reçu parmi les premiers dans l'Académie royale des sciences, en 1666. Il a fait des démonstrations publiques d'anatomie. Il a formé de nombreux chirurgiens. Il a contribué à la découverte par Jean Pecquet de la citerne du chyle et du canal thoracique qui amène le chyle au cœur.
Il était marié avec Madeleine Guilloire quand il a acheté en 1656 pour 11 500 livres la maison située au no 23 rue de Seine. De son mariage, il a eu un fils, Louis Gayant, né en 1647, docteur en médecine de la Faculté de Paris en 1670, médecin du roi par quartier en 1674 et premier médecin du duc du Maine, mort le 20 février 1719.
Il était chirurgien des armées du roi et est mort au siège de Maastricht. Par une lettre datée de Marly du 17 juillet 1675, le roi donna 10 000 livres à sa veuve.